# Frank Baum
Frank Baum (* 30. ledna 1956, Zwenkau) je bývalý východoněmecký fotbalista, obránce, reprezentant Východního Německa (NDR). Po skončení aktivní kariéry působil jako trenér v nižších soutěžích.

## Fotbalová kariéra
Hrál za BSG Chemie Leipzig, 1. FC Lokomotive Leipzig, Chemii Böhlen a FC Sachsen Leipzig. Ve východoněmecké oberlize nastoupil ve 248 ligových utkáních a dal 10 gólů. S 1. FC Lokomotive Leipzig vyhrál třikrát východoněmecký fotbalový pohár. V Poháru vítězů pohárů nastoupil v 17 utkáních a dal 1 gól a v Poháru UEFA nastoupil v 15 utkáních a dal 2 góly. Za reprezentaci Východního Německa (NDR) nastoupil v letech 1979-1986 v 17 utkáních. V roce 1980 byl členem stříbrného týmu za LOH 1980 v Moskvě, nastoupil v 5 utkáních.

## Ligová bilance
| Ročník           | Zápasy | Góly | Klub                     |
| ---------------- | ------ | ---- | ------------------------ |
| II. liga 1974/75 | 9      | 1    | BSG Chemie Leipzig       |
| I. liga 1975/76  | 22     | 1    | BSG Chemie Leipzig       |
| II. liga 1976/77 | 21     | 4    | BSG Chemie Leipzig       |
| II. liga 1977/78 | 21     | 2    | BSG Chemie Leipzig       |
| I. liga 1978/79  | 20     | 1    | 1. FC Lokomotive Leipzig |
| I. liga 1979/80  | 20     | 0    | 1. FC Lokomotive Leipzig |
| I. liga 1980/81  | 14     | 0    | 1. FC Lokomotive Leipzig |
| I. liga 1981/82  | 23     | 0    | 1. FC Lokomotive Leipzig |
| I. liga 1982/83  | 22     | 0    | 1. FC Lokomotive Leipzig |
| I. liga 1983/84  | 7      | 0    | 1. FC Lokomotive Leipzig |
| I. liga 1984/85  | 20     | 2    | 1. FC Lokomotive Leipzig |
| I. liga 1985/86  | 24     | 1    | 1. FC Lokomotive Leipzig |
| I. liga 1986/87  | 21     | 1    | 1. FC Lokomotive Leipzig |
| I. liga 1987/88  | 6      | 0    | 1. FC Lokomotive Leipzig |
| I. liga 1988/89  | 25     | 1    | 1. FC Lokomotive Leipzig |
| II. liga 1989/90 | 27     | 6    | Chemie Böhlen            |
| I. liga 1990/91  | 24     | 3    | FC Sachsen Leipzig       |
| CELKEM I. liga   | 294    | 122  |                          |